# Буссо
Буссо (італ. Busso) — муніципалітет в Італії, у регіоні Молізе,  провінція Кампобассо.
Буссо розташоване на відстані близько 180 км на схід від Рима, 10 км на захід від Кампобассо.
Населення — 1306 осіб (2014).
Щорічний фестиваль відбувається 10 серпня. Покровитель — San Lorenzo Martire.

## Демографія
Населення за роками:

Станом на 1 січня 2023 року в муніципалітеті офіційно проживало 39 іноземців з 10 країн, серед них 20 громадян країн Євросоюзу.

## Сусідні муніципалітети
- Баранелло
- Кампобассо
- Казальчипрано
- Кастропіньяно
- Оратіно
- Спінете
- Вінк'ятуро